# Johan Laurentz
Johan Laurentz, né le 22 juin 1851 à Kristinehamn et mort le 20 juillet 1901, est un architecte suédois. Il s'est essentiellement illustré à Stockholm, où il a laissé une cinquantaine d'édifices souvent situés dans les grandes artères de la ville.

## Biographie
Né le 22 juin 1851 à Kristinehamn, Johan Laurentz est mort le 20 juillet 1901.
Johan Laurentz a fréquenté l'Académie des Arts de Stockholm. Il a également fait plusieurs séjours à l'étranger, étudiant à l'École nationale des arts décoratifs de Paris (1882-1884) puis à l'Académie des Beaux-Arts de Vienne (1884-1886). 
À la fin de années 1880, il s'installe à Stockholm et ouvre son propre bureau d'architecture.

## Style et production
Laurentz a dessiné une cinquantaine de bâtiments à Stockholm, souvent très somptueux, pendant les 15 années où il a travaillé dans cette ville. En termes de style, il suit les tendances de l'époque ; au début des années 1880, les formes classiques de l'architecture en plâtre, auxquelles il avait été formé par les frères Kumlien, dominent. À la fin des années 1880, le plâtre est remplacé par la brique en raison des influences de la Renaissance nord-européenne qui s'imposent dans la construction urbaine. Le mélange de briques à motifs et d'ornements en plâtre crée un contraste décoratif. Vers la fin des années 1890, les matériaux authentiques dominent et plusieurs bâtiments sont entièrement revêtus de pierre naturelle. L'effet de paysage urbain est renforcé par les nombreux bâtiments d'angle, par exemple dans la rue commerçante Strandvägen où Laurentz a conçu cinq maisons d'angle.
Les entrées et les cages d'escalier étaient richement décorées, et il n'était pas rare que les étages des lieux les plus somptueux soient ornés de peintures sur les plafonds et les murs. L'architecte était également connu pour la qualité de ses aménagements sur des sites difficiles. 
La majeure partie de la production de Laurentz consiste en des bâtiments résidentiels, mais il a également conçu le siège d'AB Separator sur Fleminggatan, les bâtiments du sanatorium de la société à Hamra, l'usine de LM Ericsson, Tulegatan à Stockholm et Hamngatspalatset sur Hamngatan (démoli en 1966). Les dessins de Svenska Lifs hus à Norrmalmstorg et Trefaldighetskyrkan, à Stockholm, portent son nom. La villa Setterwallska à Nacka est aujourd'hui classée monument historique.
Grâce à son étroite collaboration avec le grossiste et promoteur Isaak Hirsch, il a négocié plusieurs projets dans la région de Sundsvall, dont la maison Hirsch.
Johan Laurentz est enterré au cimetière du Nord de Solna, près de Stockholm.

## Bâtiments à Stockholm
Les bâtiments achevés à Stockholm sont :
| Image | Nom                    | Rue                            | Const.       |
| ----- | ---------------------- | ------------------------------ | ------------ |
|       | Barnhuset 8 & 9        | Barnhusgatan 8 - 10            | 1889         |
|       | Barnhuset 20           | Barnhusgatan 16                | 1897         |
|       | Blåklinten 8           | Upplandsgatan 67               | 1899         |
|       | Gnistan 2              | Karlavägen 74                  | 1887         |
|       | Granen 14              | Floragatan 21 Valhallavägen 92 | 1886         |
|       | Guldfisken 4           | Kommendörsgatan 16             | 1889         |
|       | Guldfisken 5           | Nybrogatan 59                  | 1889         |
|       | Humlegården 48         | Linnégatan 6                   | 1883         |
|       | Hägerberget 52         | Tegnérgatan 3                  | 1889         |
|       | Italien Större 16      | Snickarbacken 2                | 1898         |
|       | Jungfrun 4             | Sibyllegatan 18                | 1889         |
|       | Järnlodet 9            | Nybrogatan 26                  | 1898         |
|       | Kasernen 11            | Torstenssonsgatan 13           | 1890         |
|       | Kasernen 14            | Torstenssonsgatan 7            | 1894         |
|       | Kasernen 7             | Grev Magnigatan 18             | 1891         |
|       | Klamparen 8            | Fleminggatan 8                 | 1899         |
|       | Klippan 9              | Strandvägen 9                  | 1897         |
|       | Krabaten 2             | Strandvägen 15                 | 1896         |
|       | Laxöringen 8           | Nybrogatan 40                  | 1887         |
|       | Linden 15              | Östermalmsgatan 44             | 1892         |
|       | Lindormen 1            | Riddargatan 33                 | 1896         |
|       | Lärjungen 2            | Torsgatan 10                   | 1902         |
|       | Midgård 22             | Dalagatan 70                   | 1894         |
|       | Polacken 13            | Brunnsgatan 21A                | 1888         |
|       | Pumpstocken 11         | Biblioteksgatan 10             | 1895         |
|       | Renen 18               | Valhallavägen 112              | 1887         |
|       | Repslagaren 13         | Majorsgatan 5                  | 1893         |
|       | Rosen 15               | Hälsingegatan 15               | 1889         |
|       | Räven 2                | Nybrogatan 76                  | 1885         |
|       | Sergeanten 1           | Strandvägen 35                 | 1890         |
|       | Sergeanten 6           | Strandvägen 41                 | 1890         |
|       | Sergeanten 7           | Strandvägen 39                 | 1890         |
|       | Sergeanten 8           | Strandvägen 37                 | 1889         |
|       | Sjöråen 19             | Luntmakargatan 68 A            | 1898         |
|       | Sjöråen 20             | Kungstensgatan 29              | 1898         |
|       | Skotten 9              | Kungsgatan 51                  | 1889         |
|       | Skravelberget Mindre 7 | Norrmalmstorg 4                | 1890         |
|       | Skålen 20              | Karlbergsvägen 70 A            | 1897         |
|       | Skären 6               | Norrmalmstorg 16               | 1898         |
|       | Storken 4              | Valhallavägen 130              | 1894         |
|       | Taktäckaren 2          | Tulegatan 15 –19               | 1890         |
|       | Uggleborg 14           | Vasagatan 12                   | 1891 (rivet) |
|       | Vakteln 11             | Lill-jans Plan 1               | 1895         |
|       | Västergötland 19       | Högbergsgatan 40               | 1889         |
|       | Västergötland 20       | Götgatan 40                    | 1889         |
|       | Ädelman Mindre 11      | Strandvägen 17                 | 1895         |
|       | Älgen 13               | Valhallavägen 104              | 1887         |

## Galerie

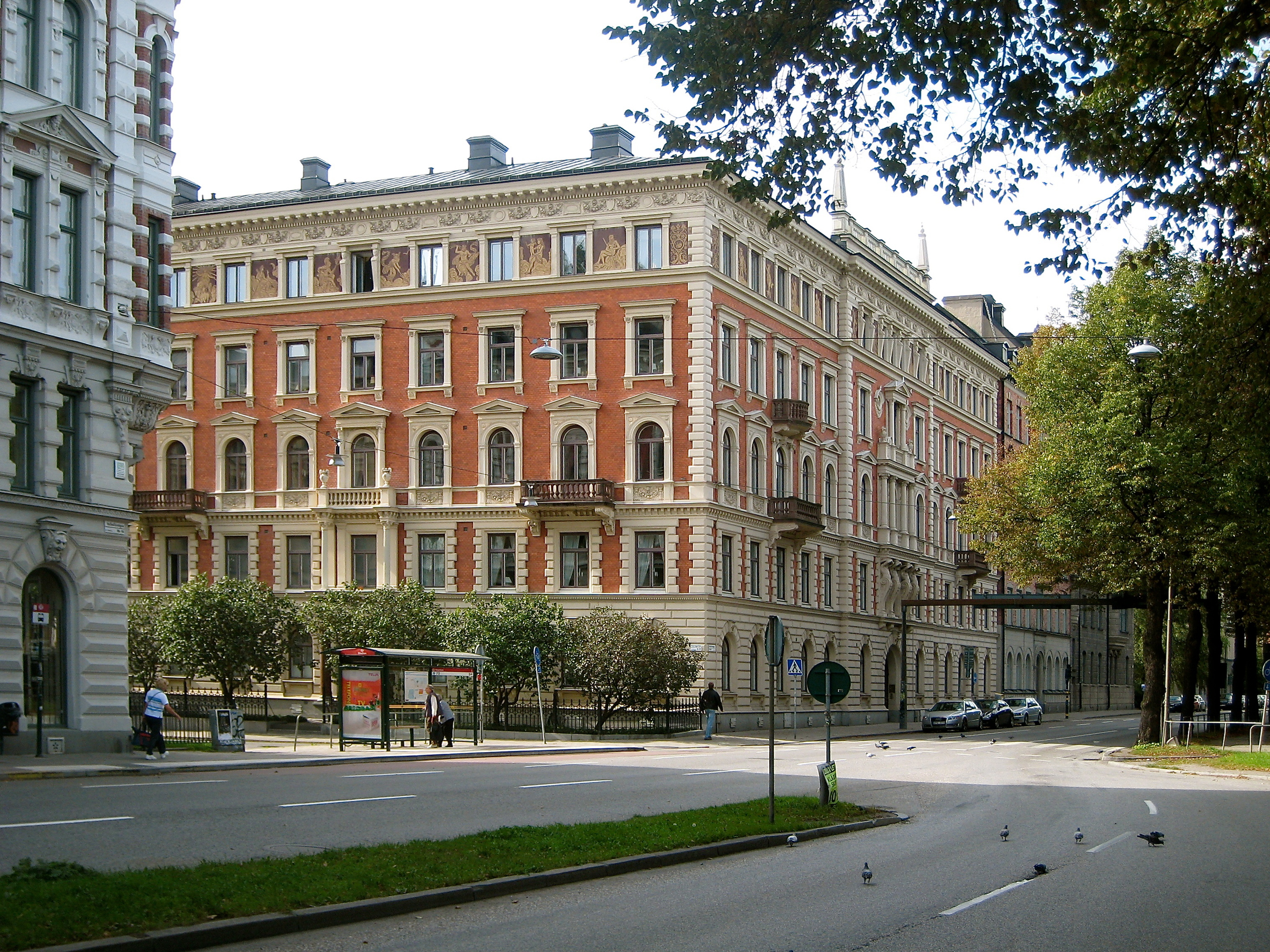
Valhallavägen 92.
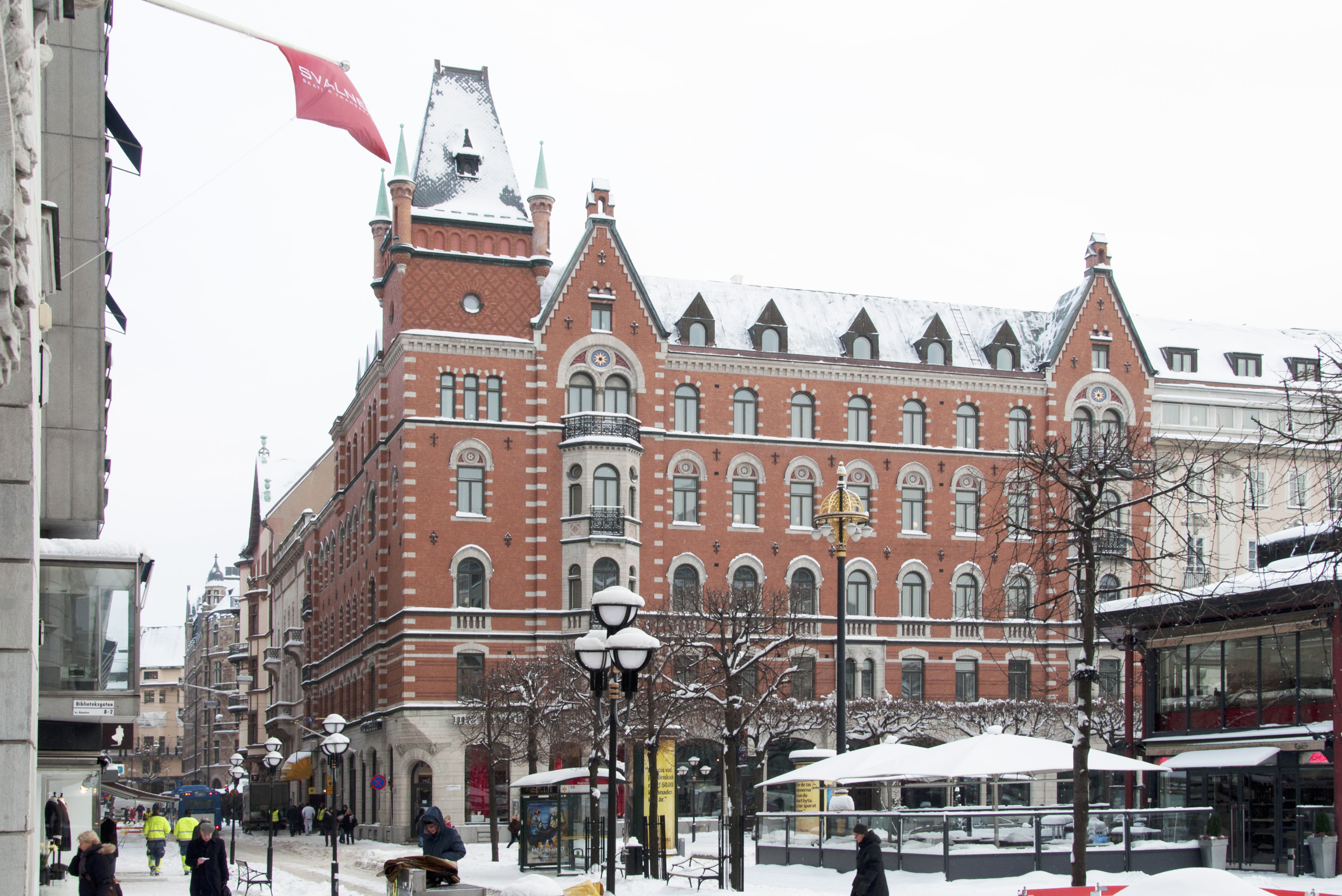
Norrmalmstorg 4.
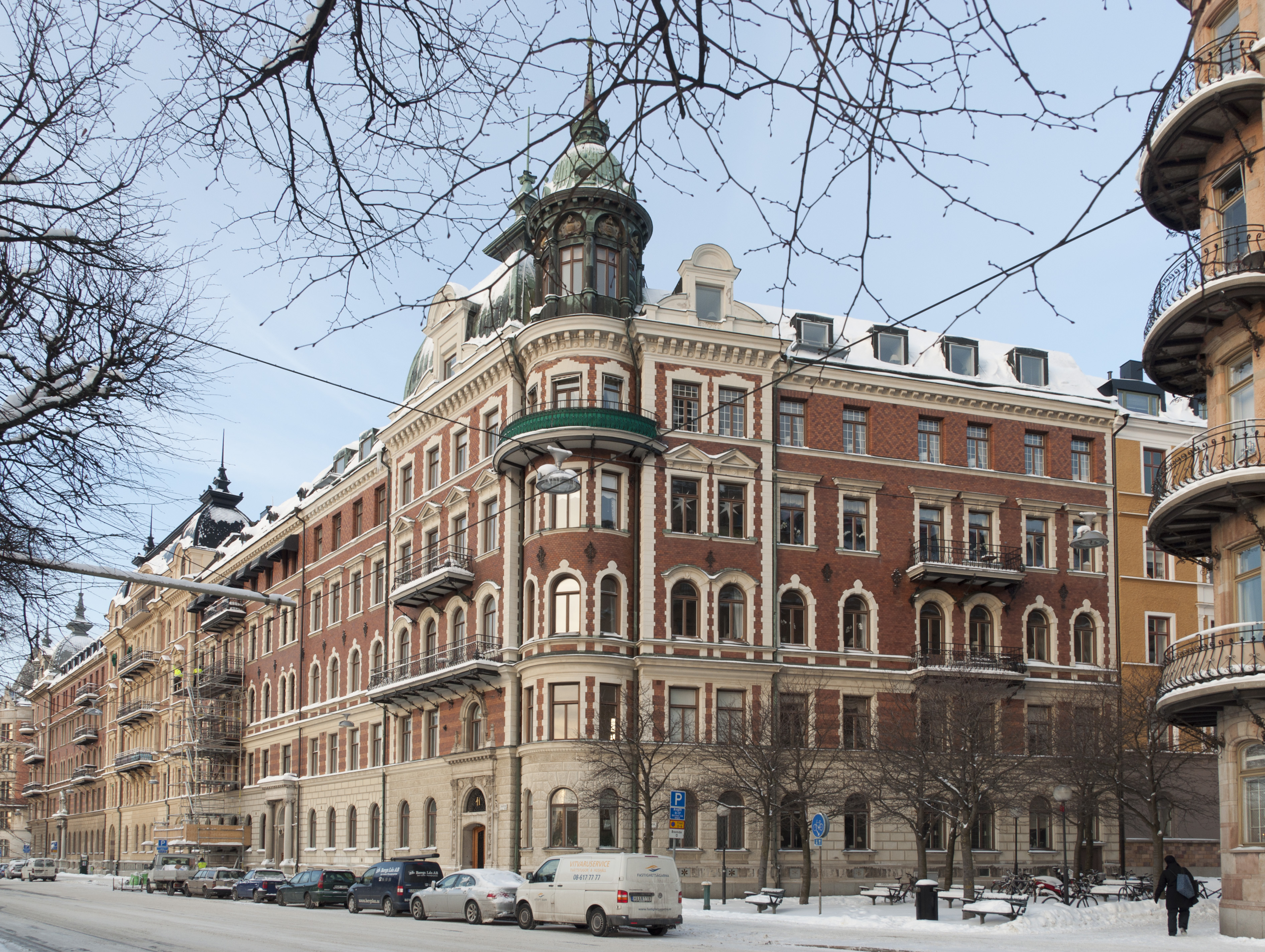
Strandvägen 35-41.
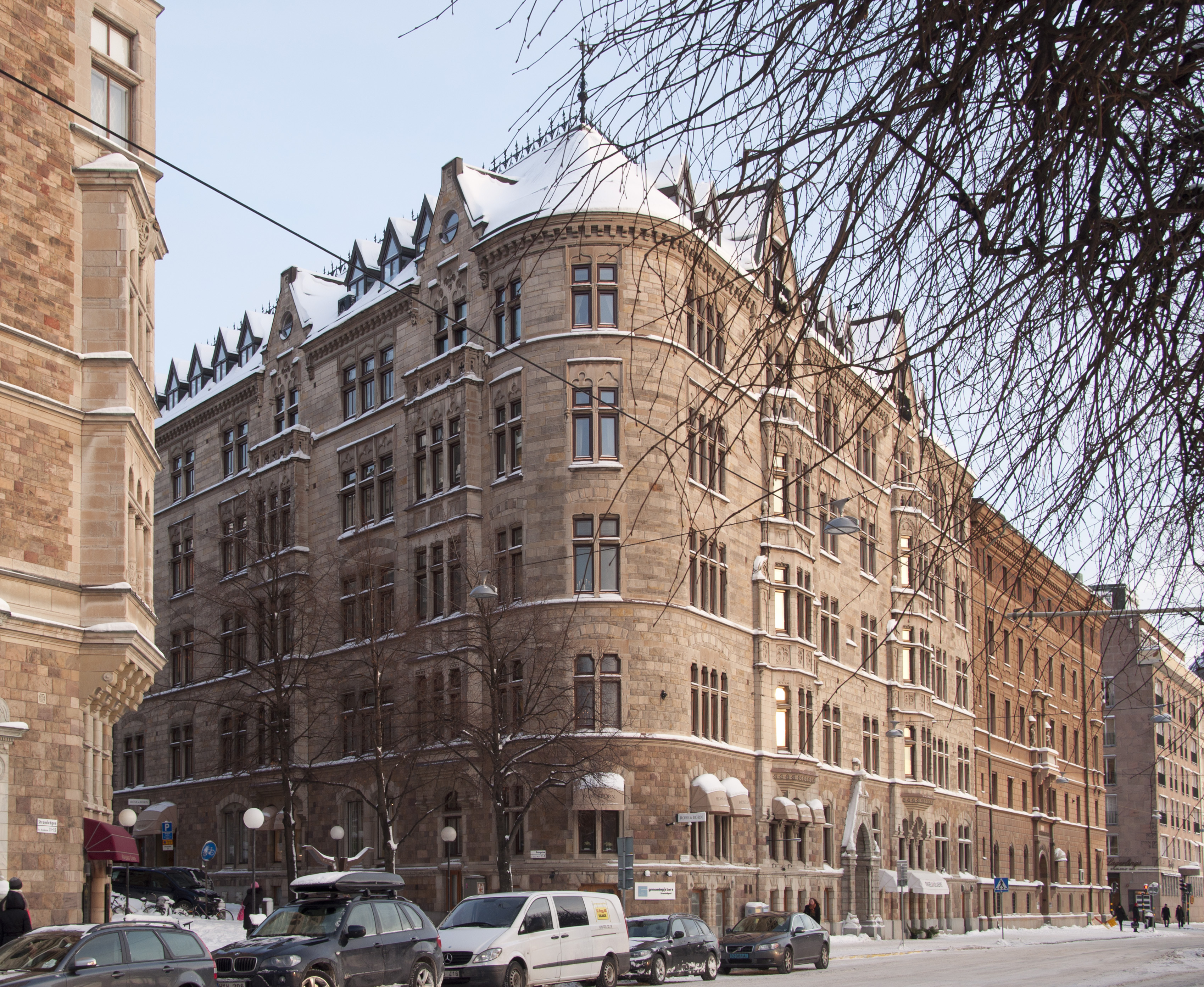
Strandvägen 17.

## Voir

### Sources
- (sv) Cet article est partiellement ou en totalité issu de l’article de Wikipédia en suédois intitulé « Johan Laurentz » (voir la liste des auteurs).